# Østdanmark
Østdanmark er en politisk-geografisk betegnelse for den del af Danmarks areal, der ligger øst for Storebælt[kilde mangler], og derved omfatter Sjælland, Amager, Lolland, Falster, Møn, Bornholm og Ertholmene. Betegnelsen står dermed i kontrast til Vestdanmark. Lingvistisk og historisk dækker begrebet Østdanmark områderne øst for Øresund (Bornholm og de tidligere danske områder i Skåne, Halland og Blekinge) . De danske dialekter øst for Øresund kaldes også for østdansk. Indbyggertal 2.764.695 (1. november 2023), heraf Ertholmene 91.